# 呂陶 (正德進士)
吕陶（？—？年），直隶真定府真定縣人，軍籍。明朝政治人物。

## 生平
正德八年（1513年）癸酉科順天府乡试舉人，九年（1514年）联捷甲戌科二甲第三十七名進士，授兵部主事，升郎中，出为山西布政使司右参议，復除广东右参议，嘉靖十三年七月升山东按察司副使。